# Microsoft Translator
A Microsoft Translator egy gépi fordítási felhő alapú API szolgáltatás, amelyet a Microsoft cég fejleszt. A szolgáltatás elérését számos szoftverében és webes felületen biztosítja, például mint a Bing kereső egy kiegészítő funkciója, valamint elérhető mobilapplikáció formájában Android és Apple iOS platformokon.
A szolgáltatás több mint 70 nyelv között alkalmas szöveges fordításra, több mint 20 nyelv esetében pedig hangfelismerési támogatással tud leiratot készíteni, valamint képes azt lefordítani és felolvasni.

## Történet
A Microsoft Research – a Microsoft cég kutatás-fejlesztési részlege – már 1999-től foglalkozott a gépi fordító elkészítésével, amelynek felelőse a Natural Language Processing csapat volt, a projekt pedig The Machine Translation néven indult.
A kutatás-fejlesztési részleg 2002-ben hozta létre a gépi fordításért felelős csoportot (Machine Translation Group), amely része volt a beszéd és nyelvi csoportnak (Speech and Language). Az első generációs szoftverüket arra használták, hogy több különböző nyelvre lefordították a támogatási oldalaik tartalmát.
Az általuk fejlesztett fordító szolgáltatást 2006 óta használhatják a felhasználók a különböző Microsoft termékekben, 2011 óta pedig elérhető a szolgáltatás API felületen keresztül is.

## Fordítási módszer
A Microsoft kutatási részlegének megközelítése a kezdetektől „adatközpontú” („data-driven”), tehát ahelyett hogy a természetes nyelvek fordítására explicit szabályokat fogalmazna meg, már emberek által lefordított szövegpárokkal „tanítja” meg a rendszernek, hogy „hogyan kell fordítani”. A fordító szoftverük több különböző metódust használ és folyamatos fejlesztés alatt áll – néhány speciális nyelv és nyelvpár esetében a többi nyelvtől eltérő megoldásokra is szükség van.  Az első generációs szoftverük absztrakt struktúrák elemzésével tanulta meg fordítási mintákat. Az ezt követő megoldás a statisztikai elemzésen alapuló tanulása a gépi fordításnak, amelyből létezik szintaxis alapú és kifejezés alapú megközelítés, de közös bennük, hogy nem igényelnek nyelvészeti tudásbázist. Ez egészült ki a neurális hálózatok használatával, amely az emberi gondolkodást utánozva modellezi a fordításra beküldött szöveget, amellyel növeli a fordítás pontosságát – jobb eséllyel határozza meg a szöveg kontextusát.

### Példa egy neurális háló segítségével végzett fordításra
Egy a magyar és francia nyelvet folyékonyan beszélő ember a „kutya” szó hallatán a gondolataiban egy kutya képét látja, emellett természetesen a képről asszociál a „le chien” kifejezésre, ami a kutya francia nyelven. A neurális háló – korábbi hasonlatnál maradva az emberi agy – eredendően tudná, hogy a „chien” francia nyelven a kutya hím megfelelője („le”, nem pedig „la”). Viszont ha a teljes mondat úgy hangzik, hogy „a kutya éppen hat kölyökkutyának adott életet”, akkor az elképzelt kép a gondolataiban egy olyan kutyára változna, ami éppen a kölykei társaságában van, ezzel együtt pedig a „la chienne” kifejezést használná a szöveg fordítása során, ami a kutya kifejezés nőnemű alakja a francia nyelvben.

### Fordítás pontossága
Mivel a fordítás továbbra is legfőképp statisztikai elemzések elvén működik, amely eltér az emberek által végzett fordítási módszertől, a gépi fordító által végzett fordítás minősége erősen változik és nem minden esetben hoz pontos eredményt.
A fordítás minőségének mérésére a BLEU (Bilingual Evaluation Understudy) algoritmus pontozási rendszerét használják.

## Támogatott nyelvek
2021 márciusában a Microsoft Translator 89 nyelvet támogatott, a szerbnek támogatta cirill és latin betűs írásmódját is.
Támogatott nyelvek listája:
1. Afrikaans
2. Albán
3. Amhara
4. Arab
5. Örmény
6. Asszámi
7. Azerbajdzsáni
8. Bengáli
9. Bosnyák
10. Bolgár
11. Kantoni (hagyományos)
12. Katalán
13. Kínai (egyszerűsített)
14. Kínai (hagyományos)
15. Horvát
16. Cseh
17. Dán
18. Dari
19. Holland
20. Angol
21. Észt
22. Fidzsi
23. Filipino
24. Finn
25. Francia
26. Francia (Kanada)[7]
27. Német
28. Görög
29. Gujarati
30. Haiti kreol
31. Héber
32. hindi
33. Hmong Daw
34. Magyar
35. Izlandi
36. Indonéz
37. Inuktitut
38. Ír
39. Olasz
40. Japán
41. Kannada
42. Kazakh
43. Khmer
44. Klingon (latin)
45. Klingon (plqaD)
46. Koreai
47. Kurd (közép) (Sorani)
48. Kurd (északi) (Kurmanji)
49. Lao
50. Lattár
51. Litván
52. Malagasy
53. Maláj
54. Malájalam
55. Máltai
56. Māori
57. Marathi
58. Mianmar
59. Nepáli
60. Norvég
61. Odia
62. Pashto
63. Persz
64. Polák
65. Portugál (Brazília)
66. Portugál (Portugália)
67. Punjabi
68. Querétaro Otomi
69. Román
70. Orosz
71. Svéd
72. Szamoai
73. Szerb nyelv (cirill és latin írásmód is)
74. Szlovák
75. Szlovén
76. Spanyol
77. Szuahéli
78. Tahiti nyelv
79. Tamil
80. Telugu
81. Thai
82. Tigrinya
83. Tongai
84. Török
85. Ukrán
86. Urdu
87. Vietnami
88. Walesi
89. Jukaték-maja